# 소테리아 (신화)
그리스 신화에서 소테리아(고대 그리스어: Σωτηρία)는 해로부터의 안전과 구원, 해방, 보존의 여신 또는 정령(다이몬)이다.
소테르의 남성 대조는 사상 다이몬 소테르였다. 제우스와 디오니소스 모두 소테르라는 이명이 있었기에, 둘 중 하나가 그녀의 아버지일지도 모른다; 그녀의 어머니는 알 수 없다.
그녀는 테살리아의 에우리필로스에 의해 설립된 것으로 믿어지는, 파트라이의 마을에 그녀의 영광으로 만든 성소와 동상이 있었다.  다양한 글이 그녀의 성소의 생성을 언급한다.
소테리아는 승리의 상징, 월계관을 입은 여자로 묘사되었다.
로마 신화에서 소테리아는 살루스로 알려져 있다; 그러나, 살루스의 영역은 보안과 안전 물리적인 행복과 건강을 더 많이 선보였다. 소테리아의 성경의 쓰임은 단어가 "네 배의 구원: 처벌, 전력, 존재와 죄의 가장 중요한 즐거움에서의 구원." 의미로 사용되듯이, 그리스 신화에서 그 어원을 나타낸다.